# Ольшова-Воля
Ольшова-Воля (пол. Olszowa Wola) — село в Польщі, у гміні Садковиці Равського повіту Лодзинського воєводства.
Населення — 263 особи (2011).
У 1975-1998 роках село належало до Скерневицького воєводства.

## Демографія
Демографічна структура станом на 31 березня 2011 року:
|          | Загалом | Допрацездатний вік | Працездатний вік | Постпрацездатний вік |
| -------- | ------- | ------------------ | ---------------- | -------------------- |
| Чоловіки | 137     | 29                 | 83               | 25                   |
| Жінки    | 126     | 18                 | 73               | 35                   |
| Разом    | 263     | 47                 | 156              | 60                   |